# Odontanthias chrysostictus
Odontanthias chrysostictus är en fiskart som först beskrevs av Günther 1872.  Odontanthias chrysostictus ingår i släktet Odontanthias och familjen havsabborrfiskar. Inga underarter finns listade i Catalogue of Life.